# La Gazette de la Loire
La Gazette de la Loire était un hebdomadaire français paraissant le vendredi. Le journal couvrait l'information dans la plaine du Forez, la vallée de l'Ondaine et surtout la ville de Saint-Étienne. Il avait été créé en 2000 par Henri Merle, directeur de publication de L'Eveil de la Haute-Loire, au Puy-en-Velay.
Le site web La Gazette des Verts rendait compte de l'actualité du club de football local l'ASSE (Association sportive de Saint-Étienne) et publiait de nombreuses photos des matchs.

## Caractéristiques deLa Gazette de la Loire
Le journal est neutre politiquement et totalement indépendant. Avec des questions très tape-à-l’œil en première de couverture et des rubriques cultes tels que le Jamècontent mais aussi le Zoom, les coulisses, l'Info de la semaine..., La Gazette de la Loire fait entièrement partie du paysage de la presse locale ligérienne. 
Et c'est aussi le cas de La Gazette de la Haute-Loire qui couvre tout l'arrondissement d'Yssingeaux.

## Fusion
La Gazette de la Loire a fusionné avec la partie ligérienne de l'édition Pays d’Entre Loire et Rhône du Pays et La Liberté de Montbrison en septembre 2014 pour créer un nouvel hebdomadaire : Le Pays "Forez Cœur de Loire". Il s'agit de la quatrième édition du Pays Roannais, journal appartenant au Groupe Centre France.
Son agence est installée à Montbrison et il couvre toute l'actualité de la plaine du Forez et de Saint-Étienne.